# Pascal Siakam
Pascal Siakam (* 2. April 1994 in Douala) ist ein kamerunischer Basketballspieler. Er spielt für die Indiana Pacers in der nordamerikanischen NBA.

## Laufbahn

### Jugend und College
Siakam zog es als Jugendlicher in seinem Heimatland Kamerun vor, Fußball zu spielen, spielte zugleich aber wie seine drei älteren Brüder ebenfalls Basketball. 2012 wurde Siakam, der dem Willen seiner Familie nach zunächst eigentlich katholischer Priester werden sollte und in Bafia auf eine katholische Schule ging, zur Talentsichtungsveranstaltung „Basketball Without Borders“ nach Südafrika eingeladen. Späher aus den Vereinigten Staaten wurden auf ihn aufmerksam und er erhielt ein Stipendium für die God’s Academy in Lewisville (US-Bundesstaat Texas).
2013 wechselte er an die New Mexico State University (erste NCAA-Division), setzte in der Saison 2013/14 aber zunächst aus. In der Spielzeit 2014/15 war Siakam dann gleich Leistungsträger der Mannschaft, erzielte im Durchschnitt 12,8 Punkte, 7,7 Rebounds sowie 1,8 Blocks je Begegnung.
Im Oktober 2014 starb sein Vater, Siakam musste auf die Heimreise zur Beerdigung verzichten, da seine neue Aufenthaltsgenehmigung für die USA gerade in Bearbeitung war und er Gefahr lief, nach einer Ausreise nicht wieder in die Vereinigten Staaten einreisen zu dürfen.
Siakam trumpfte im Spieljahr 2015/16 mit Durchschnittswerten von 20,3 Punkten, 11,6 Rebounds sowie 2,2 geblockten Würfen pro Partie auf, alle drei statistischen Werte waren Bestmarken in der „Western Athletic Conference“, als deren Spieler des Jahres er ausgezeichnet wurde.

### NBA
Siakam entschloss sich im Frühjahr 2016, die Hochschule zu verlassen und eine Profilaufbahn einzuschlagen. Im Draft-Verfahren der NBA im Juni 2016 sicherten sich die Toronto Raptors in der ersten Auswahlrunde an 27. Stelle die Rechte am Kameruner. In seiner NBA-Debütsaison 2016/17 stand Siakam in 55 Spielen auf dem Feld und erzielte im Schnitt 4,2 Punkte sowie 3,4 Rebounds pro Begegnung, während er auch in der Ausbildungsmannschaft Torontos in der NBA G-League bei den Raptors 905 zum Einsatz kam, mit denen er Meister wurde und als bester Spieler der Finalserie ausgezeichnet wurde.
In der NBA gelang ihm in der Saison 2018/19 der Durchbruch. Mit den Raptors erreichte Siakam erstmals in der Mannschaftsgeschichte das NBA-Finale, wo er im ersten Spiel gegen die Golden State Warriors 32 Punkte erzielte und den Raptors durch den Sieg die Serienführung ermöglichte. Er holte mit Toronto den Titel und kam in der Meistersaison insgesamt in 80 Hauptrundenspielen auf Mittelwerte von 16,9 Punkten, 6,9 Rebounds sowie 3,1 Assists, und in 24 Partien der NBA-Endrunde auf 19 Punkte sowie 7,1 Rebounds pro Spiel. Für diese Leistung wurde er mit dem NBA Most Improved Player Award ausgezeichnet.
Mitte Januar 2024 wurde Siakam von Toronto an den Ligakonkurrenten Indiana Pacers abgegeben.

## Erfolge und Auszeichnungen
- NBA-Meister 2019
- All-NBA Second Team: 2020
  - All-NBA Third Team: 2022
- NBA All-Star: 2020, 2023, 2025
- NBA Most Improved Player Award: 2019
- NBA Eastern Conference Finals Most Valuable Player Award: 2025

## NBA-Statistik

### Hauptrunde
| Saison  | Team              | GP  | GS  | MPG  | FG % | 3P % | FT % | RPG | APG | SPG | BPG | PPG  |
| ------- | ----------------- | --- | --- | ---- | ---- | ---- | ---- | --- | --- | --- | --- | ---- |
| 2016–17 | Toronto           | 55  | 38  | 15.6 | .502 | .143 | .688 | 3.4 | 0.3 | 0.5 | 0.8 | 4.2  |
| 2017–18 | Toronto           | 81  | 5   | 20.7 | .508 | .220 | .621 | 4.5 | 2.0 | 0.8 | 0.5 | 7.3  |
| 2018–19 | Toronto           | 80  | 79  | 31.9 | .549 | .369 | .785 | 6.9 | 3.1 | 0.9 | 0.7 | 16.9 |
| 2019–20 | Toronto           | 60  | 60  | 35.2 | .453 | .359 | .792 | 7.3 | 3.5 | 1.0 | 0.9 | 22.9 |
| 2020–21 | Toronto           | 56  | 56  | 35.8 | .455 | .297 | .827 | 7.2 | 4.5 | 1.1 | 0.7 | 21.4 |
| 2021–22 | Toronto           | 68  | 68  | 37.9 | .494 | .344 | .749 | 8.5 | 5.3 | 1.3 | 0.6 | 22.8 |
| 2022–23 | Toronto           | 71  | 71  | 37.4 | .480 | .324 | .774 | 7.8 | 5.8 | 0.9 | 0.5 | 24.2 |
| 2023–24 | Toronto / Indiana | 80  | 80  | 33.2 | .536 | .346 | .732 | 7.1 | 4.3 | 0.8 | 0.3 | 21.7 |
| Gesamt  | Gesamt            | 551 | 457 | 31.0 | .496 | .330 | .766 | 6.6 | 3.6 | 0.9 | 0.6 | 17.7 |

### Play-offs
| Saison  | Team    | GP | GS | MPG  | FG % | 3P % | FT % | RPG | APG | SPG | BPG | PPG  |
| ------- | ------- | -- | -- | ---- | ---- | ---- | ---- | --- | --- | --- | --- | ---- |
| 2016–17 | Toronto | 2  | 0  | 5.0  | .000 | —    | —    | 1.5 | 0.5 | 0.5 | 0.0 | 0.0  |
| 2017–18 | Toronto | 10 | 0  | 17.9 | .610 | .750 | .650 | 3.6 | 0.8 | 0.1 | 0.6 | 6.6  |
| 2018–19 | Toronto | 24 | 24 | 37.1 | .470 | .279 | .759 | 7.1 | 2.8 | 1.0 | 0.7 | 19.0 |
| 2019–20 | Toronto | 11 | 11 | 38.0 | .396 | .189 | .717 | 7.5 | 3.8 | 1.1 | 0.4 | 17.0 |
| 2021–22 | Toronto | 6  | 6  | 43.4 | .477 | .235 | .861 | 7.2 | 5.8 | 1.2 | 1.0 | 22.8 |
| 2023–24 | Indiana | 17 | 17 | 35.5 | .541 | .298 | .619 | 7.5 | 3.8 | 0.8 | 0.4 | 21.6 |
| Gesamt  | Gesamt  | 70 | 58 | 33.7 | .483 | .267 | .722 | 6.6 | 3.1 | 0.8 | 0.6 | 17.3 |